# Solymosi Ottó
Solymosi Ottó (Budapest, 1927. február 20. – 2024. február 18.) Jászai Mari-díjas rendező, a Magyar Újságírók Országos Szövetségének tagja.

## Életpályája
Szülei Schiff Artúr és Fuchs Berta voltak. A Színház- és Filmművészeti Egyetem rendezői szakát látogatta 1947-ig. 1947–1948 között a Royal Revüszínházban kezdte pályáját. 1948–1951 között a Nemzeti Színház kamaraszínházának (Magyar Színház) tagja volt. 1951–1954 között az Úttörő Színházban dolgozott. 1954–1974 között a Magyar Rádió rendezője volt, 1983-tól vezető rendezője. 1974–1983 között a Magyar Televízió rendezője volt.

## Családja
Felesége Emőd Éva Zsuzsanna (†), fia András (1958), unokája Andrea. Fogadott unokái Virág, Kende, Csillag, Tündér Ilona, Kincső, Kevin és Dominick

## Színházi rendezései
A Színházi Adattárban regisztrált bemutatóinak száma: 16.
- Szűcs György: Elveszem a feleségem (1958)
- Szántó-Szécsén: Csendes otthon (1958)
- Fall: Pompadour (1963)
- Lehár Ferenc: Luxemburg grófja (1963)
- Kertész Imre: Csacsifogat (1964, 1966)
- Oscar Wilde: Hazudj igazat (1965)
- Dunajevszkij: Fehér akácok (1965)
- Camoletti: Leszállás Párizsban (1967)
- Eisemann Mihály: Én és a kisöcsém (1970)
- Strauss-Bethlen: Mesél a bécsi erdő (1971)
- Heltai Jenő: A néma levente (1972)
- Szántó-Szécsén: Dunaparti randevú (1972)
- Hervé: Nebáncsvirág (1985)
- Vaszary János: Ki a harmadik? (1993)

### További színházi rendezései
- Ben Jonson: Volpone
- Móricz Zsigmond: Rokonok
- Molnár Ferenc–Török S.: A Pál utcai fiúk
- Percy Bysshe Shelley: Hellász
- Bertolt Brecht: Lucullus a bírák előtt

## Rádiójátékai
- Mészöly Miklós: A hiú cserépkisasszony (1955)
- Eisemann Mihály: Bástyasétány 77 (1957)
- ifj. Johann Strauss: A cigánybáró (1959, 1965, 1978, 1982)
- Lázár Ervin: A fájósfogú oroszlán (1960, 1977, 1992)
- Albert Maltz: Csengettyűszó (1961)
- Dévényi-Lóránd: 66 óra (1961)
- Takács Tibor: A hét lépés vers legendája (1961)
- Mikszáth Kálmán: Egy éj az Aranybogárban (1963, 1976, 1991)
- Bokor Péter: Az első év első napja (1963, 1974)
- Fülöp János: A fejedelmi erő (1964)
- Sándor Iván: A harmadik tanú (1965)
- Branislav Nušić: A gyanús személy (1966, 1970)
- Mikszáth Kálmán: A két koldusdiák (1967, 1974)
- Bálint Ágnes: A bolhavári sütkérezde (1968, 1971, 1974, 1998, 2007)
- Móricz Zsigmond: A fáklya (1970)
- Lipták Gábor: A kevi denárok (1971, 1980)
- Fehér Klára: A csónak (1974)
- Csák Gyula: Békavadászat (1975)
- Lázár Ervin: Berzsián költő mennydörgős mennykövei (1979, 1981)
- Verne: Nemo kapitány (1980)
- Juhász Ferenc: A halhatatlanságra vágyó királyfi (1980)
- Christa Kozik: A bicegő angyal (1986)
- Søren Kierkegaard: A csábító naplója (1989, 1996)
- Nagy Lajos: A fiatalúr megnősül (1989, 1998, 2002, 2008, 2013)

## Filmjei
- Galga mentén (kiegészítő személyzet) (rövidfilm) (1954)
- Tűzoltó utca 25. (színész) (1973)
- Mesék Mátyás királyról (hangmérnök) (1982)
- A hang, mit őriz századunk: 1925-2000 (dokumentumfilm) (rendező) (2000)

## Díjak, kitüntetések
- Jászai Mari-díj (1974)